# 篠津原3号墳
篠津原3号墳（しのつはらさんごうふん/しのつばらさんごうふん/しのづはらさんごうふん）は、広島県庄原市高町にあった古墳。形状は円墳。篠津原古墳群を構成した古墳の1つ。現在では墳丘は失われている。

## 概要

移築石室俯瞰図

広島県北部、庄原市街地から東方の丘陵上に築造された古墳である。周辺には古墳数基が存在したが、1・2号墳は消滅し、4号墳のみ現存する。中国自動車道建設のための土取工事の際に発掘調査が実施されている。
墳形は円形で、直径約11メートル・高さ約1.5メートルを測った。埋葬施設は横穴式石室で、長さ3.15メートル・幅1.2メートル・高さ1.2メートルを測った。石室石材は花崗岩の切石で、一定の尺度による方形ブロック状の切石を2-3段積んで構築される。副葬品としては石室前庭部から鍔・須恵器（坏・長頸壺）・土師器（坏）が検出されている。
築造時期は、古墳時代終末期の7世紀末（または7世紀後半-8世紀初頭）頃と推定される。切石による横穴式石室は備後地方南部で多くが知られるが、備後地方北部としては唯一となる点で貴重な古墳になる。
現在では石室は広島県立みよし風土記の丘内に移築・復元されている。

移築石室展開図

## 関連施設
- 広島県立みよし風土記の丘（三次市小田幸町） - 篠津原3号墳の石室を移築・復元。

## 関連文献
（記事執筆に使用していない関連文献）
- 『中国縦貫自動車道建設に伴う埋蔵文化財発掘調査報告1』広島県教育委員会、1978年。